# 栃木県道200号秋山葛生線
栃木県道200号秋山葛生線（とちぎけんどう200ごう あきやまくずうせん）は、栃木県佐野市内を走る一般県道である。
2008年（平成20年）3月31日までは栃木県道200号秋山万町線であった。

## 概要

### 路線データ
- 指定：1961年（昭和36年）4月1日
- 距離：18.676km
- 起点：栃木県佐野市秋山町
- 終点：栃木県佐野市葛生西（栃木県道123号葛生停車場線交点）

## 地理

### 交差する道路
- 栃木県道202号仙波鍋山線（佐野市仙波町）
- 栃木県道345号葛生船越線（佐野市鉢木町）
- 国道293号（佐野市葛生西：重複区間）